# Дворовой
Дворово́й (бел. хлевник) — у восточных славян домашний дух, мифологический хозяин двора, который обитал в хлеву вместе со скотиной и имел облик маленького человечка. Он считается младшим братом домового. С именем дворового связан тот же самый комплекс поверий и обрядов, относящихся к скоту, что и с домовым, а часто эти персонажи вообще не различаются. 

## Описание и обряды
Жизнь скотины и крепость хозяйства зависит от расположения к ней дворового. Если дворовой любит семью и скотину, во дворе и хозяйстве царит благополучие, если он рассердится за что-либо на хозяев дома, то он приносит вред и убытки. Чтобы не рассердить дворового, нужно соблюдать ряд запретов и предписаний: он любит мир и лад в семье, поэтому нельзя ругаться, особенно в хлеву и на дворе (рус.), стоять на мусорной куче (рус), женщине нельзя выходить из дому с распущенными волосами (восточная Украина), нельзя ночью работать (укр. чернигов.).
Дворовой считается хозяином-опекуном скота и птицы в доме, влияет на их здоровье и плодовитость. Если дворовой любит скотину, она становится гладкой, сытой, здоровой, плодовитой. Дворовой кормит и поит скот, подгребает корм в ясли, чистит скотину, расчёсывает гриву лошади, заплетает её в косички, привязывает красные ленточки (рус., в.-укр., бел.). Отношение дворового к скоту зависит от того, нравится ли ему масть скотины. Если скотина чахнет, худеет, а утром оказывается мокрой, считается, что она пришлась «хозяину» «не по двору», «не по масти», «не в руку». Нелюбимую скотину дворовой мучит, гоняет по двору, загоняет под ясли, у лошади в гриве сбивает колтуны, отбирает у неё корм, а в кормушку кладет навоз (в.-слав.). Такую скотину продавали, поскольку считалось, что дворовой всё равно её изведёт.
У русских во дворе совершались ритуалы задабривания дворового. Дары ему подносят на железных вилах в ясли. В иных местах просили домового за скотиной присматривать и оставляли ему ужин в хлеву.
По восточно-славянским поверьям, от дворового зависело благополучие скота и домашней птицы; выбор животных при купле-продаже связывали с предполагаемым «вкусом» дворового. В Костромском крае, чтобы защитить от него купленную скотину, брали хлеб с солью и шли на двор, где, кланяясь, приговаривали: «Батюшка, домовой, настоятель дорогой, люби нашу скотину». Ср. русские диалектные фразеологизмы, относящиеся к разведению скота: ко двору, по двору, что значит — скот хорошо ведется в хозяйстве, и не ко двору, не по двору, т. е. «скот не ведётся, болеет, дохнет».
Русские называли 8 (21) ноября днём дворового.